# Ар (Гар)
Ар (фр. Arre (Gard)) је насељено место у Француској у региону Лангдок-Русијон, у департману Гар.
По подацима из 2011. године у општини је живело 290 становника, а густина насељености је износила 39,94 становника/km².

## Демографија
| 1962. | 1968. | 1975. | 1982. | 1990. | 2011. |
| ----- | ----- | ----- | ----- | ----- | ----- |
| 420   | 388   | 315   | 320   | 296   | 290   |